# ボツワナの歴史

ボツワナはアフリカ大陸南部の内陸国である。

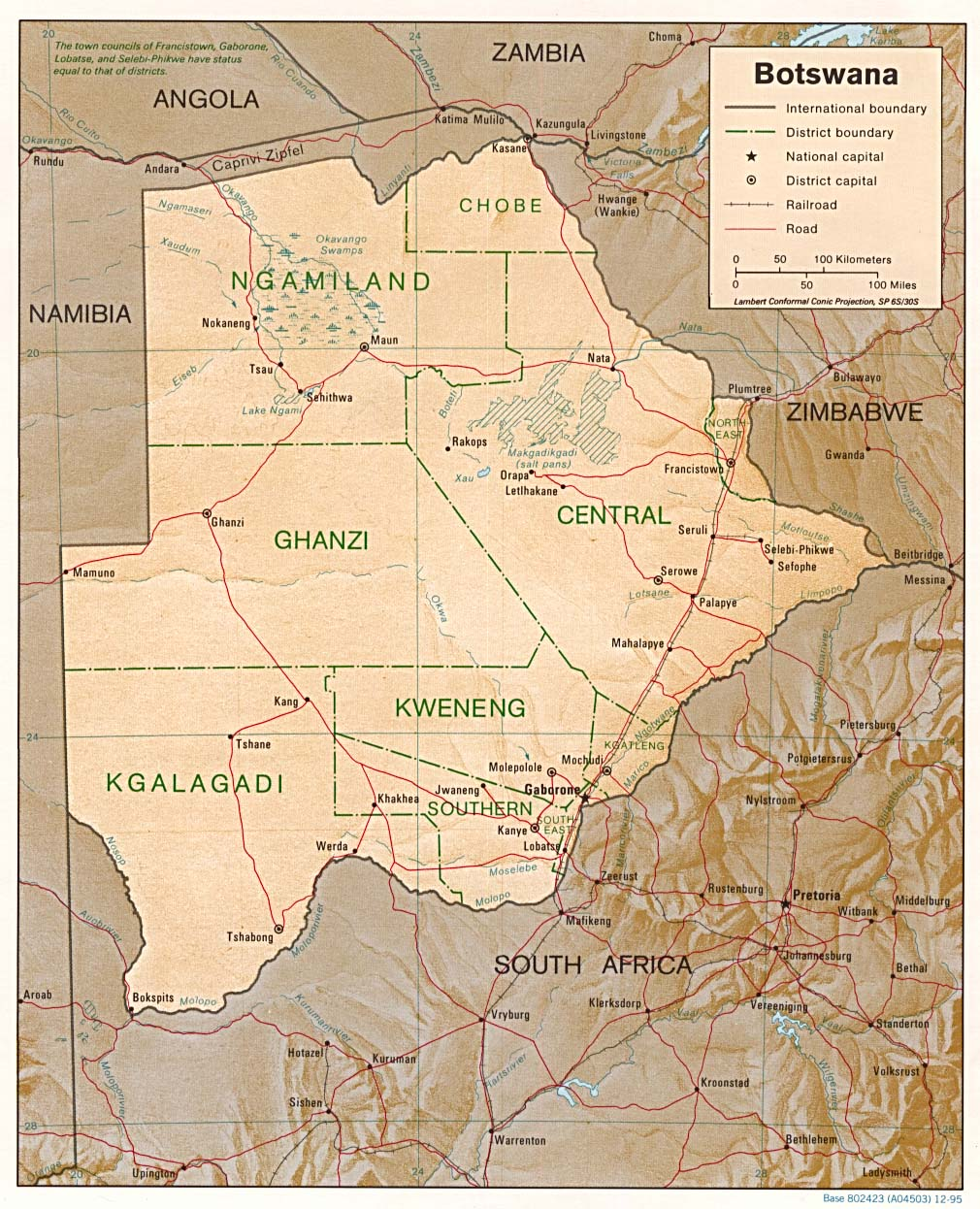
独立後のボツワナの国土 平坦な高原の国であることが分かる。社会的インフラは南東部の南アフリカ共和国との国境地帯に限定されている。

カラハリ砂漠の分布域 中心域（茶色）と周辺域（橙色）はまさにボツワナの国土と重なっている。

ボツワナの歴史（ボツワナのれきし）では、アフリカ南部の内陸国ボツワナ共和国 の歴史を扱う。
ボツワナは歴史的には他の大陸やアフリカに興った帝国との関係が薄く、緩やかに独自に発展してきた。北のコンゴ諸王国のほか、イスラム商人が訪れるアフリカ東海岸との間にも山岳地帯が広がり、ほとんど影響を受けることがなかった。アフリカ大陸の中でも特に辺境であるといえるだろう。一方、一帯では少量ながら金が産出するため、唯一、東のジンバブエに栄えた諸王国との交流は進んでおり、安定した社会が形成されていた。
ボツワナの運命を変えたのはヨーロッパ人の侵入であった。入植地としては地中海沿岸を除くと最も古く、オランダ系のボーア人の破壊と侵略を受ける。次にドイツの登場に危機感を抱いたイギリスの保護下に入った。19世紀に至ると、アフリカ人同士の戦争の影響を強く受けた。イギリスの植民地経営が帝国主義的な色彩を強める中、セシル・ローズの政策により、ボツワナ周囲の植民地全てが搾取の対象となった。しかし、ボツワナは資源に乏しく、厳しい風土、他の植民地との位置関係、ヨーロッパ人同士の対立から19世紀後半のアフリカ分割においても、積極的な獲得対象とは見なされなかった。
南部アフリカ地域は鉱物資源の種類に富み、採掘量が多いため、第二次世界大戦後は、アフリカ大陸でも最も独立が遅れた地域となる。同時に周辺国全てが白人至上主義を謳うアパルトヘイト体制に移行し、南アフリカ共和国などの破壊工作を受けるようになっていく。現代に至ると新たな鉱物資源の開発と経済運営に成功し、アフリカの優等生と呼ばれるようになった。

## 国土の概要
ボツワナの歴史を理解するには、ボツワナの国土についての知識が必要である。ボツワナの国土は歪な五角形を成している。標高は1000m程度であり、四方の土地に比べると標高が低い平原の国である。面積は60万平方kmであるものの、国土の南東部を中心としたカラハリ砂漠とその周辺地帯たるステップが大部分を占める。降水量は農耕には全く不十分であり、国土に占める耕地面積は2002年においても僅かに0.7%。主な産業は長らくウシの放牧であり、45%の土地が放牧地として使われている。現在のボツワナの国民のうち、95%はバンツー系のツワナ人である。このほか、人口の4%を占める少数民族のサンとコイが居住する。アフリカ大陸の国としては珍しく、1つの民族が大多数を占めている。このような民族構成になったのは紀元500年ごろからである。

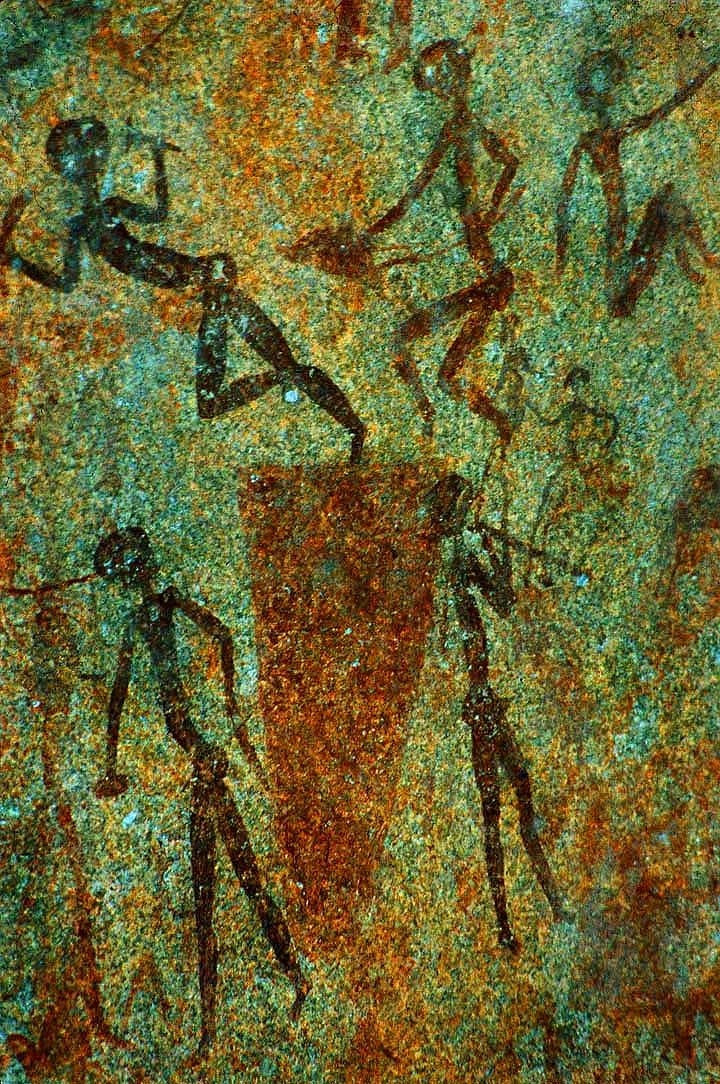
サンの岩面画の例（ジンバブエ） 中央にドラムが周囲に戦士が描かれているようだ。

## 無文字社会の歴史
南部アフリカはヨーロッパ人が侵入するまでは、無文字社会であった。したがってヨーロッパ人登場以前の編年構成は不可能であり、「歴史のない」アフリカという表現は一面では正しい。しかし、口承伝承や考古学的な遺物、DNAの比較などさまざまな補助的な手法を採ることで歴史を再構成することは可能である。まずサンの歴史を紹介する。

### サンの岩面画
ボツワナ、さらにアフリカ南部のほとんどの地域における先住民族はサン、いわゆるブッシュマンである。サンの言語であるク語 (!xu) ではサンをズー・トゥワシ (Zhu twasi) すなわち「真の人間」と呼ぶ。ツワナ語ではサンをサルワと呼ぶ。サンは口承伝承をほとんど持たない。祖先を崇拝せず直接記憶に残る親族より古いものの記録は残さなく、恒久的な墓を持たず偉人や偉大な祖先を讃えることをしない。特定の未来を表す単語を持たず、暦を用いず、4以上の数を数えない。徹底した平等主義者であり、集団内部に職業集団などの階級はなく、リーダーもいない。父と父の兄弟、母と母の姉妹を区別しないため、出自集団もなく、従って部族、氏族といったサン内部の共同体組織・組織化された社会集団も存在しない。さらに物質的な蓄積に関心がないため、村を作らず、獣を使役せず、直接背負える道具以上の家財も持たない。このため研究が難しい民族でもある。
ただし以上のような特徴からサンが「野蛮」であると判断するのは早計である。サンは現実を最重要視する民族であり、厳しい生活環境に適応する知識、技術に特化しているといえる。蓄えもなく、ツワナ人よりも過酷な環境に暮らしているにもかかわらず、集団の力で生きるツワナ人が餓死してしまうような歴史に残る干ばつの年でも、サンは影響を受けない。これはサバンナの樹木1本1本を固有名詞で呼び、砂漠に住む全ての生物に関する知識と、これを生かす技術があるためである。例えばたった1人で射程数mの弓のみを使って大型の草食動物を倒し、地中の昆虫を試行錯誤することなく直接掘り当て食料とすることもできる。
文字を持たず、口承伝承を重視しないサンの歴史を知るには岩壁に描かれた絵画「岩面画」が役立つ。現在のタンザニア、ナミビア、南アフリカ共和国を結ぶ三角形に囲まれた地域において、3000カ所にも及ぶサンの遺跡が残っている。遺跡に残る絵画が「岩面画」である。岩面画の総数は10万点を超える。最も有名な岩面画はボツワナ最北部のツォディロ丘陵 (Tsodilo Hills) に残る2000点の絵画である。ツォディロ岩面画の年代については放射性炭素年代測定により、紀元前4000年と計測されている。他の地域にある最初期の遺跡は約2万5000年前と考えられている。興味深いことに最も新しい岩面画にはヨーロッパ人が登場する。デスモンド・クラークの「石器時代の美術」によると、1869年にゴウ-ウという名のサンの画家がボーア人の対アフリカ人戦闘部隊に受けた攻撃に関する絵を描いたのだという。現在生存しているサンの画家はいないが、当時は角で作った絵の具つぼを腰の周りにずらりと釣った画家が何十人も知られていた。以上から、断続的とはいえ6000年以上に及ぶ記録が残っていることになる。

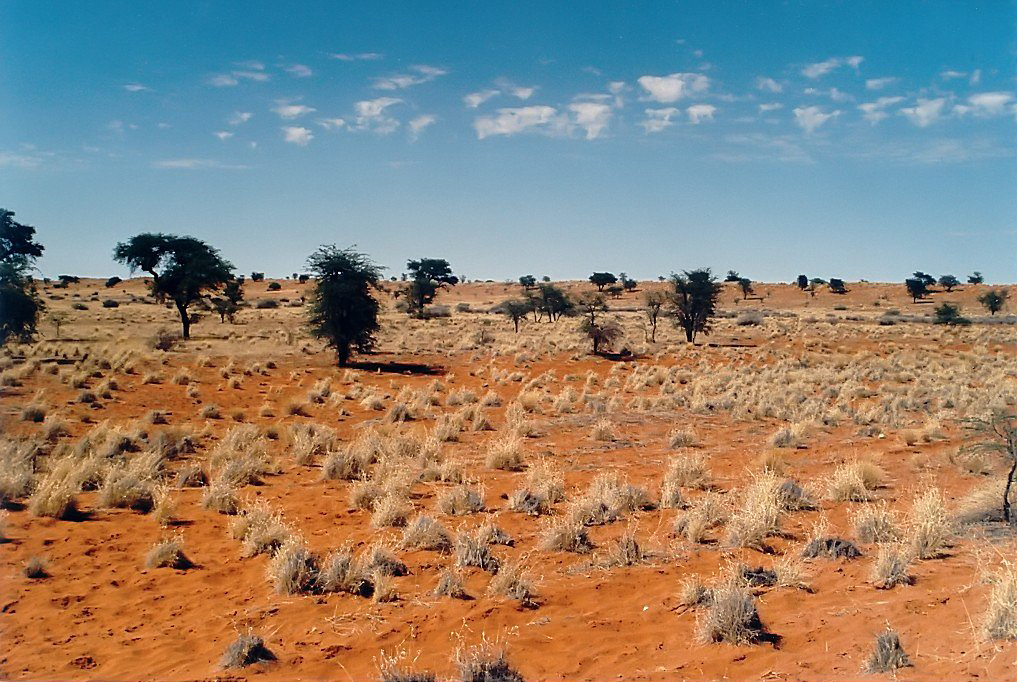
ナミビア側のカラハリ砂漠の風景 ボツワナ側はより乾燥している

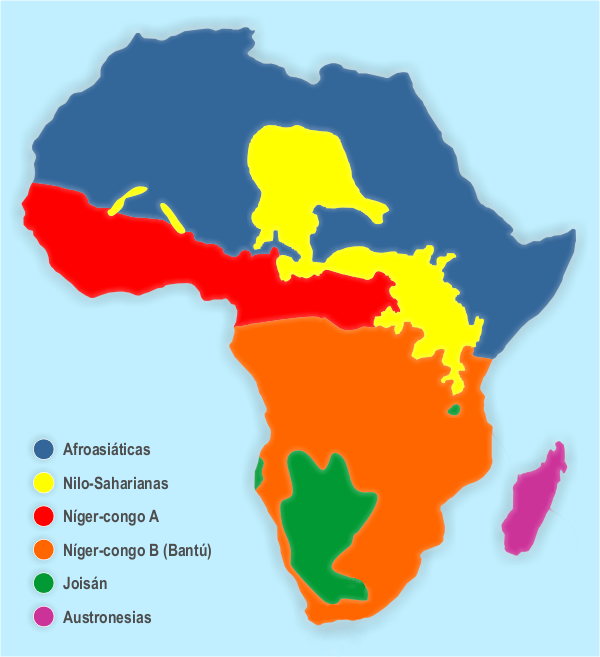
現在のコイサン語族（緑色）とニジェールコンゴ語族（橙色、バンツー語族）の分布 コイサン語族は主にボツワナに広がる。一方、バンツー語族はアフリカ中部、南部のほとんどを占める。アダマワ高地はアフリカ西岸のくびれ、赤色と橙色の境界のすぐ北に位置する

最初期の岩面画には、アンテロープなどの野生動物のほか、ダチョウや魚、ヘビなどの狩猟対象となる動物や薬草などが主題となっている。現実には存在しない架空の動物も登場する。幾何学図形や手形も残る。手形は重要である。なぜなら、岩面画を残したのがサンであることが分かるからだ。時代が下ると、舞踊、楽器、呪術儀式が現れる。さらに、北方から移動してきたバンツー系民族と彼らの家畜が現れる。これは西暦500年以降のものだ。最後に鉄砲を持ち乗馬したヨーロッパ人が主題となる。絵画の様式も輪郭のみを描いたものから、単色の絵画、二色の絵画、多数の顔料を用いた絵画、光の効果を含んだ絵画というように順序建てて発展していく。
サンの生活域は当初はコイ（ホッテントット）と重複していたが、ウシなどの家畜を所有するコイと狩猟生活のみに依存するサンに次第に分化していった。現在のボツワナにあてはめると、特に乾燥していた南西部と北西部にサンが、比較的湿潤な北部と中部はコイの領域となっていった。コイはアフリカ大陸南端に至る地域に広がっていった。

### バンツー系の拡散
ボツワナの人口の大半を占めるツワナ人はバンツー系民族に分類されている。バンツー系民族は現在ではアフリカの中部、南部を中心に面積にしてアフリカ大陸の1/3を占めており、人口も4500万人を数える。しかし本来は狭い地域に限定して居住していた。アフリカ中央部、現在のカメルーン北部アダマワ高地が本来の領域である。バンツー系民族の拡散は急速に起こったことが分かっている。西暦100年ごろ当時のアフリカ大陸中央部において気候パターンが急変し、急激な乾燥が進んだ。農耕民族であるバンツー系民族は移動せざるを得なかったが、北方はより乾燥しており、南下しか道がなかった。エジプトでは、紀元前には豊富に見られたライオンなどの野獣が、このころ急減し、珍しい見世物の対象となったことが文字による記録に残っている。
西暦500年、アダマワ高地からの移動開始後、400年が経過し，バンツー系民族が6000kmに及ぶ移動の果てにアフリカ最南端に到達した。彼らの知識により1000年ごろから1300年ごろにかけてボツワナにおいても複数の鉱山が開かれ、内陸部から東海岸に至る交易路が維持されるようになった。交易品は金、銅、鉄、象牙である。ただし交易の中心となっていたのは東に隣接するショナ人のモノモタパ王国、現在のジンバブエであった。ボツワナは依然バンツー系民族にとっては辺境地域にすぎなかった。
バンツー系民族は農耕民ではあるが、ウシを飼育し、製鉄技術を身につけていた。現在アフリカ南部のステップ地帯に見られるバオバブの木も、バンツー系民族がもたらしたものの一つである。現在では言語が600にも分かれているが、移動が急速に進んだことから変異が少なく、最も離れた言語同士でも意思の疎通が可能である。バンツー諸語の特徴は多数の名詞クラスを備えること、音調言語であることである。名詞クラスとはドイツ語の女性名詞、男性名詞、中性名詞のように名詞が幾つかのクラスに分類されるものを指す。600の言語には合計23の名詞クラスを数えることができるが、ツワナ語にはそのうち19の名詞クラスが保存されている。残った名詞クラスは他のバンツー諸語との類似性が高い。音調言語とは単語の全ての意味単位が音調（音の高低）と結びついているものを指す。西アフリカに顕著であるが、音韻の高低を太鼓で再現し、詩歌や歴史を太鼓だけで語れる点もツワナ語に共通である。
鉄器の伝播を調べると、アダマワ高地では紀元前500年に既に利用されていた。熱帯雨林のコンゴ盆地を紀元100年ごろ通過すると、ボツワナの北の国境ともなっているザンベジ川へはほぼ同時に鉄器が伝わっている。移動速度自体は大きかったが、熱帯雨林が天然の大障壁となっていたことが分かる。ボツワナの南の国境であるリンポポ川へは紀元400年に伝わっている。カラハリ砂漠は熱帯雨林と並び、横断することが難しかった。
ボツワナの畜牛はサンガ牛とこぶなし牛と呼ばれる品種である。こぶなし牛はサハラ以北の世界で紀元前3000年以上前から飼育の対象となっていた。これが紀元750年ごろボツワナに伝わっている。その後、エチオピア原産のサンガ牛が伝わった。
ヒトの遺伝子の変異を調べると、現在ボツワナに居住するツワナ人はカメルーン近辺のバンツー系民族とエチオピア、スーダンに居住するナイル・サハラ語族のナイロート人のほぼ中間に位置することが分かった。
以上の証拠から、バンツー系民族のアフリカ南下は二派に分かれており、一つは直接コンゴ盆地を越えて一直線に南下し、もう一つは一旦東に移動したのち、アフリカ地溝帯沿いに南下したと考えられている。

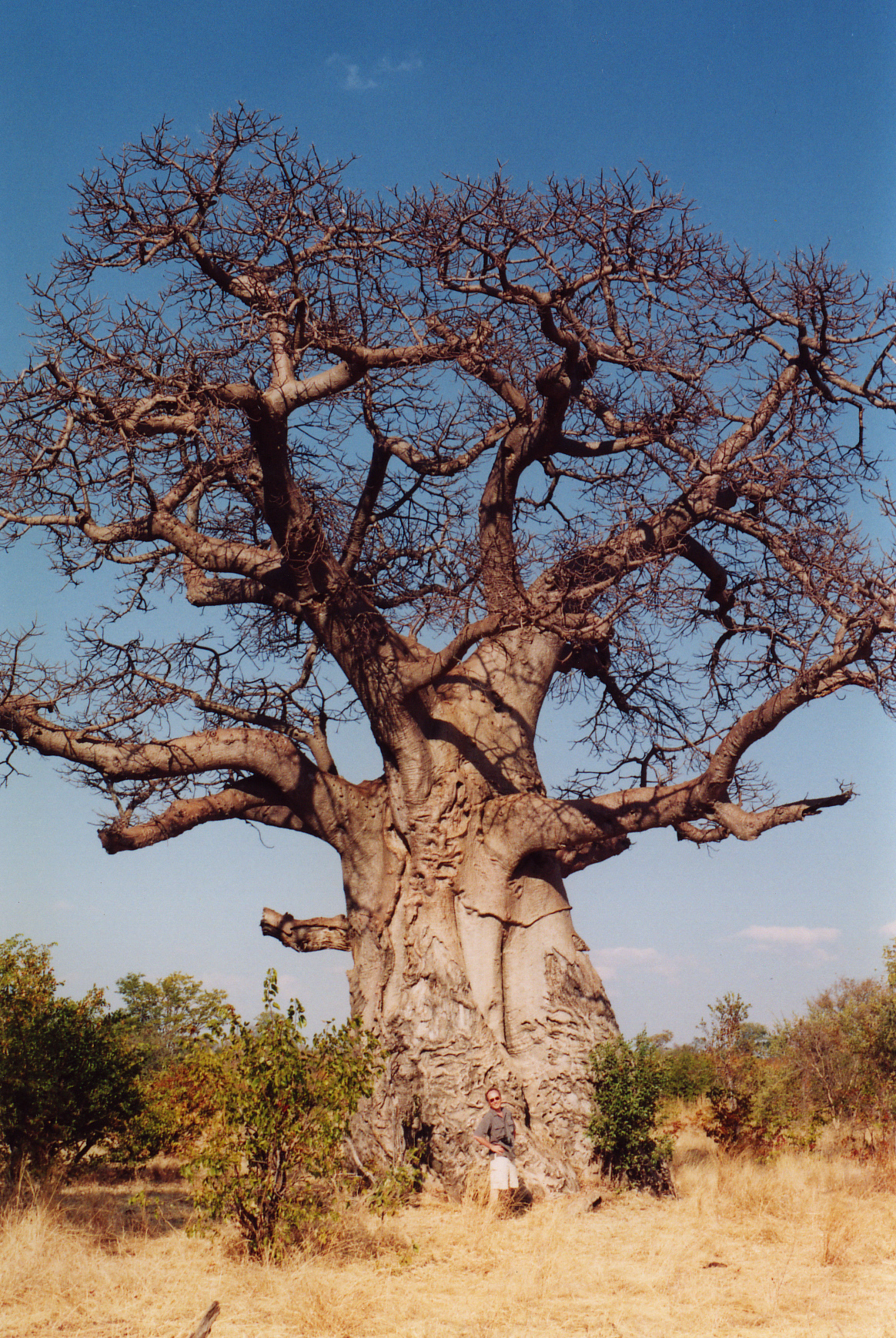
バオバブの木は南部アフリカを特徴付ける樹木である。

バオバブの木はバンツー系民族においては重要な人物の墓の代わりに植樹されることが多く、村に1本は備わっている。したがって、バオバブの年輪を計測することができれば、年輪年代学の手法を用いてバンツー系民族の歴史を編年構成できる可能性がある。しかし、バオバブを切り倒すことは非現実的であり、自然に倒れることもないため研究は進んでいない。
モロコシは現在のボツワナの穀物生産のうち3/4を占める。モロコシの原産地はアダマワ高原からエチオピア北部に至る地帯が原産地である。モロコシの伝播は早く、紀元前1000年には現在のジンバブエを中心とした地帯に伝わっている。このためアフリカ大陸で生産される3大変種の一つとして確立している。モロコシの伝播だけはバンツー系民族によるものではない。

### ツワナ人の定住
現在のボツワナの国民は人口の4％を占める少数民族のサンとコイ、95%を占めるバンツー系のツワナ人である。ツワナ人の口承伝承によると1250年には現在の南アフリカ共和国トランスヴァール地方で農耕を主として居住していたことが分かっている。
1400年には初めてバンツー系民族の一つカラハリ族がボツワナに侵入し定住を開始した。1600年にはツワナ人がボツワナに移動を開始、1800年にはカラハリ砂漠を境としてボツワナの中部、南東部の広範囲に定住した。ボツワナにおいて、ツワナ人の農耕と交易を妨害する者はおらず、ツワナ人は次第に豊かになっていった。しかしボツワナの気候風土は厳しく、人口の集中を許さない。このためバンツー系民族の伝統である大家族ではなく、家族集団を中核とした拡散した社会が築かれていった。ツワナ人は自らを8つの部族からなると主張する。カトゥ、クウェナ、クガトゥラ、タワナ、ロロン、ングワケツェ、ングワト、ンデベレである。彼らの部族意識は強く、互いに1200年に及ぶ口承伝承を競っている。
ツワナ人社会は部族の長「コシ」を中心とする集権型社会である。コシは部族の法を定め、裁判を行い、他の部族との交渉を行った。コシは父系である。コシの権威は強かったが、異を唱えることができないほど独裁的ではなかった。例えば、コシによる裁判においても、まず部族の法廷コータで討論を行い、判決のみをコシが下すというものであった。各村がコータを持っており、コータ制度は21世紀の現在まで継続している。
コシの下にはコシの親族が占める貴族階級が形成されており、この下にツワナ人からなる大多数の平民が属していた。ツワナ人は奴隷を持たなかったが、ツワナ人に使役を命じられる階層として、他のバンツー系民族のうちツワナ人に征服されたもののほか、コイやサンの一部も含まれていた。主に、農作業や放牧、狩猟に従事していた。このようにしてツワナ王国が次第に形成されていき、北部のイェイ族、北東部のカランガ族を従え、現在のボツワナ全域を支配していた。
ツワナ人とサンの間には長い交流があり、物資の交換、労役の提供などの繋がりがあった。南部アフリカに限らず、このような場合は互いの言語に影響が蓄積されていく。軽微なものでは外来語であり、交流が深まるとピジン言語、さらにはクレオール言語の発生に至る。しかし、ツワナ人とサンの間にはこのような言語の浸透が起こっていない。人口の面から圧倒されてもおかしくないサン側もコイサン語族に属する独自の言語を残している。これがなぜなのかは分かっていない。

## ボーア人との衝突

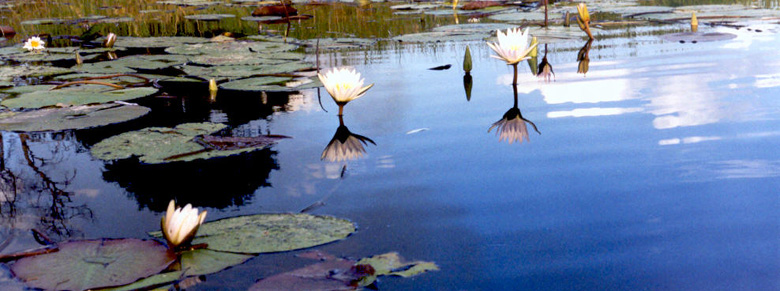
オカヴァンゴ湿原に咲くハス ボツワナ北東部に位置するオカヴァンゴ湿原はボツワナの大部分とナミビア、アンゴラに広がるオカヴァンゴ川水系の末端に広がる。

アフリカ南部に最初に到達したヨーロッパ人はポルトガル人である。1488年にバルトロメウ・ディアスが喜望峰を越え、1498年にはヴァスコ・ダ・ガマがインド洋を北上しコルカタに到達した。ポルトガル人はインド洋航路の補給基地としてアフリカ大陸の東に浮かぶモザンビークとンゴラ王国が栄えていた現在のアンゴラの中心に商館を設置した。ポルトガル人はアンゴラ内陸部を探検し、植民の5年後に奴隷貿易を開始した。1580年に始まった奴隷貿易は1863年に廃止されるまで持続した。同じくポルトガル領であったブラジルの農園へ大量の奴隷を送り込む必要があったためだ。奴隷の輸出量はアフリカでも最大であり、アフリカに由来する全奴隷の1/3の輸出を誇っていた。アンゴラとボツワナは「隣国」同士であり、ポルトガル人の探検隊も南西に向かってボツワナへと進んでいった。しかし、ルワンダからボツワナへの道は交通路、交易路として全く用いられておらず、交通条件は劣悪であり、1854年にデイヴィッド・リヴィングストンが初めて踏破するまでは用いられていなかった。このため、奴隷貿易の中心地はナミビア北部となり、ボツワナは奴隷貿易の対象とはならなかった。
最初にアフリカ南部に定住したヨーロッパ人はオランダ人である。1602年にオランダ東インド会社を設立すると、1652年には現在のケープタウンに近いテーブル湾に中継点を設置した。インド洋航路の維持するための補給所、避難所という位置付けである。このときオランダ人はコイに出会っている。1657年には農業を開始、その後、移民費用をオランダ東インド会社が負担することになると、移民の数は急増、1708年には1441名を数えた。地中海岸を除くと、ヨーロッパ人の移民としては最初期のものになる。移民の中核はオランダ本国の農民（ブーア）である。ケープ植民地はドラケンスバーグ山脈の支脈の一つボッシュベルグ山脈の南方幅1000kmの範囲に広がっていった。ここでボーア人とサンが出会う。
オランダ人の植民地は永続しなかった。3次に亘る英蘭戦争の結果、オランダの海上貿易が衰退、1794年にはオランダ東インド会社自体が倒産してしまう。本国からの支援が得られないケープ植民地は1795年、反乱を起こすが、オランダは反乱を鎮圧することもできなかった。ナポレオン戦争を戦っていたイギリスは、ケープ植民地の支配権がフランスに渡ることを恐れ、同年にケープタウンを占領。その後、1803年から3年間、一時的にオランダ支配が戻ったが、1803年に始まったイギリスとフランスの戦闘により、1806年にケープタウンを再占領し、1814年にはウィーン会議の議決によりケープ植民地がイギリスに譲渡された。

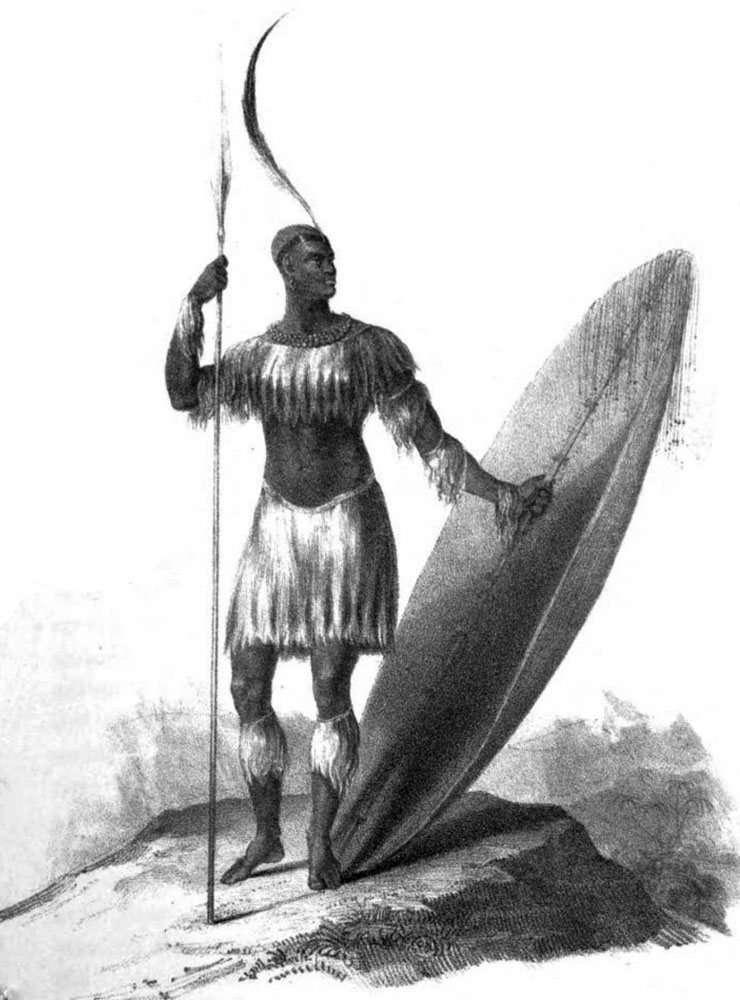
ズールー王国のシャカ王 (1781-1828)

イギリスはオランダ人の信教の自由を保障し、オランダの法律も一部残した。オランダ語の使用も認めていた。ケープ植民地内部は平和であった。それとは逆に、ボーア人はボツワナにこそ到達しなかったが、甚大な影響を与えた。まずボーア人の連れて来た家畜が問題となった。当初コイやサンは、ボーア人の家畜を野生動物と見なし、狩猟の対象としたからだ。サンは使役できないため抹殺の対象となり、ボツワナ西部のカラハリ砂漠に隠れることになった。コイは自らも家畜を所有していたため、サンのように移動はできない。サンとは異なり、ボーア人の土地所有も認めなかったため、虐殺の対象となり、僅かに残ったものはボーア人の奴隷となった。ケープ植民地に暮らしていたンデベレ人などバンツー系民族は1820年ごろから次第に北に追いやられていき、ボツワナとの境界となっていたリンポポ川を越えてさらに北に移住せざるを得なかった。次第にボツワナの人口は過剰となり、バンツー系民族同士の抗争が激しくなっていく。

## ズールー王国の拡大
ケープ植民地の最前線、現在の南アフリカ共和国東部のダーバン周辺を国土としていたズールー王国では、1816年にシャカ王が即位する。シャカは王となる以前から国土を拡張する計画を持ち、独身の青年からなる軍隊を組織した。最初の標的となったのはケープ植民地ではなく、ズールー王国の西や北に隣接する他のアフリカ人である。1820年から1830年にかけてズールー戦争が拡大し、現在の南アフリカ共和国に居住していたツワナ人のほぼ全てがボツワナ及び隣接地域に逃れることとなった。ツワナ人はこの時期をディファカネ（受難）と呼んでいる。

## リビングストンとの接触
ボツワナを訪れた最初の宣教師はプロテスタント系のロンドン伝道協会に属していたロバート・モフェット、1820年のことである。しかしツワナ人への布教は失敗に終わった。ヨーロッパ人はイスラム以外のアフリカ人は抽象的な思考を持たず、キリスト教の福音をすぐさま受け入れると考えていた。しかしツワナ人においては、生命力概念を中核とした人間（ムンツー）中心のバンツー哲学に通暁しており、生活習慣、文化と密接な関係を持っており、これを退けることは難しかった。20世紀末の現在においても統計上は国民の60%がキリスト教徒となってはいるが、定期的に教会に顔を出すものは20%以下であり、どのような宗教的な助言を受け入れるかという視点から見ると、大部分が伝統的宗教に属する。

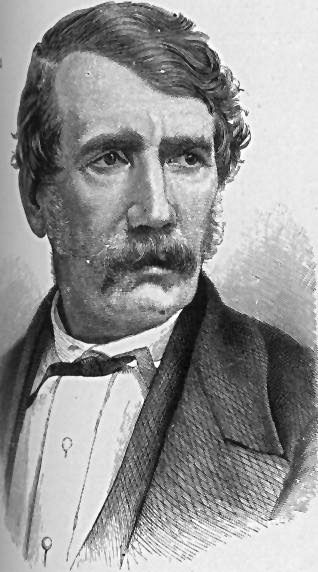
宣教師、探検家のデイヴィッド・リヴィングストン（1813-1873）

モフェットの後を継いだのは義理の息子であるデイヴィッド・リヴィングストンであった。リヴィングストンは他の探検家、宣教者とは異なり、少なくとも表面的にはアフリカ人と対等に付き合った。1857年に出版されたリヴィングストンの「南アフリカにおける布教のための旅と探索」によると、1852年にベチュアナ人（ツワナ人）が領域防衛、奴隷狩り阻止のため、指導者セチュレの元にボーア人との最初の戦闘を起こし、ボーア人を撃退した。ボーア人はリヴィングストンがツワナ人を煽動したと疑っており、彼の資産を奪い、書物を盗み出したともある。
リヴィングストンはツワナ人と良好な関係にあり、直接的な報復を受けなかったのはツワナ人による庇護のためだと考えていた。これと前後して、8部族の1つクウェナの首長シケレ1世はリヴィングストンから洗礼を受けキリスト教徒となった。シケレ1世は宗教心からというより、イギリス人を頼り、何とかボーア人と対抗することを考えていた。

## グレートトレック
リヴィングストンの逸話に描かれているボーア人はケープ植民地内で農耕に従事していた姿とは大きく異なる。このような変化は奴隷に関するイギリスの対応が変化したことに遠因がある。1828年にはケープ植民地における非白人の強制労働が禁止された。農作業の労働力として黒人奴隷を使役していたボーア人は打撃を受ける。1834年にはイギリス帝国内部に限定されてはいたが、奴隷制度自体が廃止されてしまう。イギリスの対応は1807年の奴隷貿易廃止から一貫しており、もはや覆すことは難しかった。
ボーア人を怒らせた2つ目の政策はケープ植民地における土地の私有化である。従来のボーア人農業は植民地当局から借り受けた農地を過剰な農業、放牧によって短期間に農業が維持できなくなるまで使い潰し、次の農地を借りて移動するというものであった。土地の私有化が進むとこのような短期間に利益のあがる「農法」は維持できない。
ボーア人はもはやイギリス統治下のケープ植民地では生活ができないと考え、1835年、突如大集団を形成し、移動を始める。彼らの心の支えはオランダ改革派教会であった。自分たちを神に選ばれた選民であると信じ、蒙昧無知、劣悪なアフリカ人を征服することが疑いなく正しいと思い込んでいた。彼らが移動した先の土地は自動的に神に与えられた土地となった。彼らの土地に住むアフリカ人は、ボーア人が慈悲で居住を許しているのであり、その代わり、必要に応じて労働力（強制労働）を提供しなければならないという論理を貫いた。ツワナ人をはじめとする現地住民はほとんどの場合、財産を捨てて逃げるか、火器で武装した農民に従わざるを得なかった。現地の諸民族はシャカ王の攻撃からまだ5年しか経過しておらず、統制が取れていないため、集団で対抗することもできなかった。
このころには一部のボーア人は自らをアフリカーナーと呼ぶようになっていた。これまで障壁となっていたドラケンスバーグ山脈を越え、ボツワナに隣接するトランスヴァール地方に移住していく。アフリカーナーは4年を要したこの移動のことをグレート・トレックと呼んでいた。移動手段は牛車であり、数百家族に及ぶ行列を形成した。シャカ王は既に没していたが、ズールー人の攻撃をはね除けた移動は犠牲も大きかった。

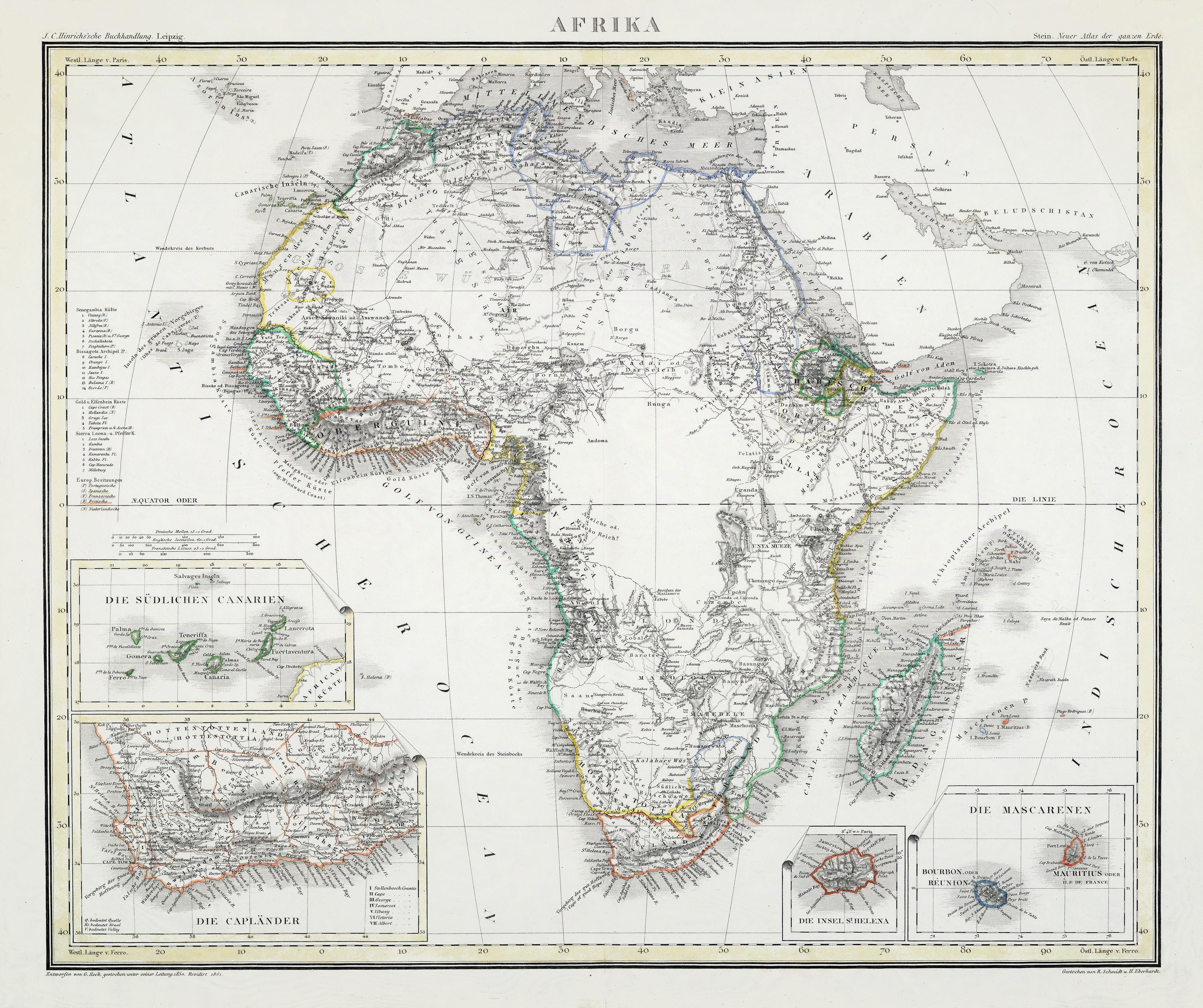
1850年のアフリカ大陸の地図 中央部は依然空白のまま残っている

アフリカーナーはズールー族を駆逐し移動を停止、1839年にナタール共和国を建設する。 しかし、これは1843年のイギリス軍の侵攻により潰える。ボーア人は更に内陸部へ移動し、1852年にトランスヴァール共和国を、1854年にオレンジ自由国を設立、イギリスも両国を承認した。アフリカーナーとイギリス人の間で鉱山の領有権の争いが起きると、ツワナ人に対する攻撃は止み、1850年から1860年にかけてボツワナにも平和が訪れた。1869年のスエズ運河開通を受け、ケープ植民地の位置付けも変化していく。交易の中継点から鉱業の中心地となっていった。
ツワナ人は一時の平和を信じていなかった。いずれアフリカーナーによる攻撃が再開することを予期し、定住地域を調整しつつ、ヨーロッパ人からライフル銃を購入し武装した。

## ドイツの影響
ツワナ人の予想通り、1870年を過ぎると、アフリカーナーの膨張が再開した。トランスヴァール地方のみならず、北西のリンポポ川を越えてさらに北方の領有権を主張し始めたためである。ボツワナの主要な耕地と人口密集地帯はリンポポ川の北岸に広がっていたため、ツワナ人は窮地に立たされた。高原を形成していたトランスヴァールとそこから緩やかに下っていく平原（ボツワナ）は一体であり、侵入を防ぐ天然の防壁は存在しない。このため、当時の最大部族であったングワト族の首長カーマ3世はイギリスに保護を求めた。しかし、砂漠とステップ地帯だけが広がるボツワナを守る利点がイギリスには存在しなかったため、保護は得られなかった。

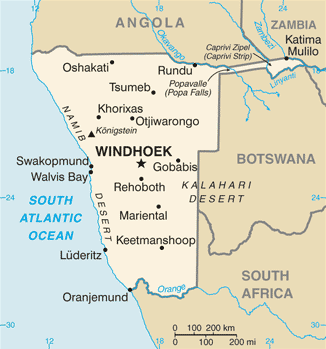
ナミビアの位置 東へ細長く延びているのはカプリーヴィ回廊

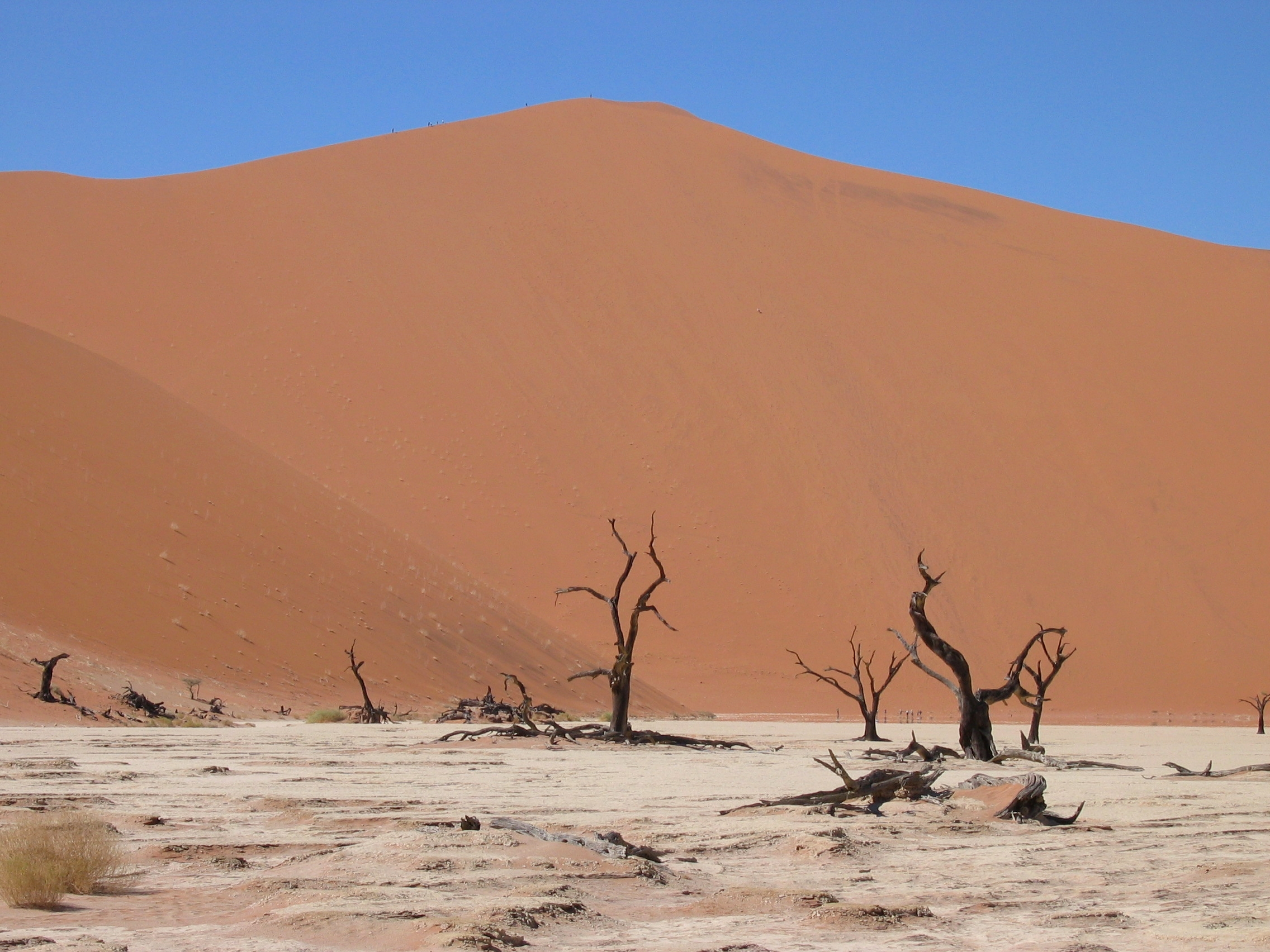
ナミブ砂漠の砂丘 350mという高さは世界でも最も高い。平原が広がるボツワナのカラハリ砂漠とは対照的な眺めである。

ちょうどよいタイミングで状況を救ったのがドイツの動きである。1871年のプロイセンによるドイツ帝国成立を受け、後発ながらアフリカの植民地化を開始したドイツは、南部アフリカに取り残されていた現在のナミビアに目を付けた。ナミビアは南極環流から北上するベンゲラ海流の影響を強く受け、沿岸にはナミブ砂漠が広がり、不毛の土地と考えられていた。唯一、中央部沿岸の良港ウォルビズベイが1878年にイギリスのケープ植民地の飛び地として成立していた。1883年、ドイツの貿易商アドルフ・リューデリッツは地元の首長と交渉し、ウォルビズベイを除く全ての沿岸の権利を獲得した。イギリスはドイツと交渉に入ったが、ボーア人とドイツ人が連合することだけは避けたかった。イギリスとしては重要な南アフリカを守る必要があるため、ナミビアでは譲歩することとなり、海岸線から東経20度に至る広大な土地をドイツの植民地として認めざるを得なくなった。これが、ドイツ領南西アフリカの成立である。21世紀に至る現在でもボツワナとナミビアの国境のうち約1/2は東経20度線そのものである。1884年にアフリカ大陸東岸のタンガニーカに権利を得たドイツは両植民地の接続を目論む。1890年には東岸に流れ下るザンベジ川へのナミビアからの回廊をイギリスとの交渉で取得している。結局、長さ440km、幅30kmのカプリーヴィ回廊が当時のそして現代のボツワナの北限となった。
ドイツの影響は東側と北側からだけではなかった。1887年、ボーア人のトランスヴァールとポルトガル領東アフリカ、現在のモザンビークを結ぶ鉄道計画が興る。モザンビークのデラゴア湾の名前を取り、デラゴア鉄道と呼ばれた。このとき建設資金を提供しようとしたのがドイツである。鉄道が完成すれば、ボーア人はケープタウン港を経由しなくても鉱物資源を輸出できる。ドイツとしてはイギリス勢力をアフリカ南端に抑えこみ、自らのタンガニーカ植民地とナミビアを鉄道で結ぶことができる。ドイツは海軍を動員し、イギリスを牽制した。

## ボーア戦争
ボーア人とイギリス人の関係は良好とは言えず、特にボーア人の国家で鉱物資源が発見されると、イギリスの侵略を招いた。これがボーア戦争である。第一次ボーア戦争（1880年 - 1881年）ではボーア人がイギリス軍を打ち破り、トランスヴァール共和国の独立を守った。1867年にオレンジ自由国でダイヤモンドが1886年にトランスヴァールで金が発見されると、投資も集まり、安定した植民地を形成した。しかし、第二次ボーア戦争（1899年10月11日 - 1902年5月31日）ではイギリス軍のなりふり構わぬ殲滅作戦を受け、ボーア人は強制収容所に押し込められてしまう。イギリスの行為は世界的な非難を浴びたが、ボーア人国家の独立が回復されることはなかった。

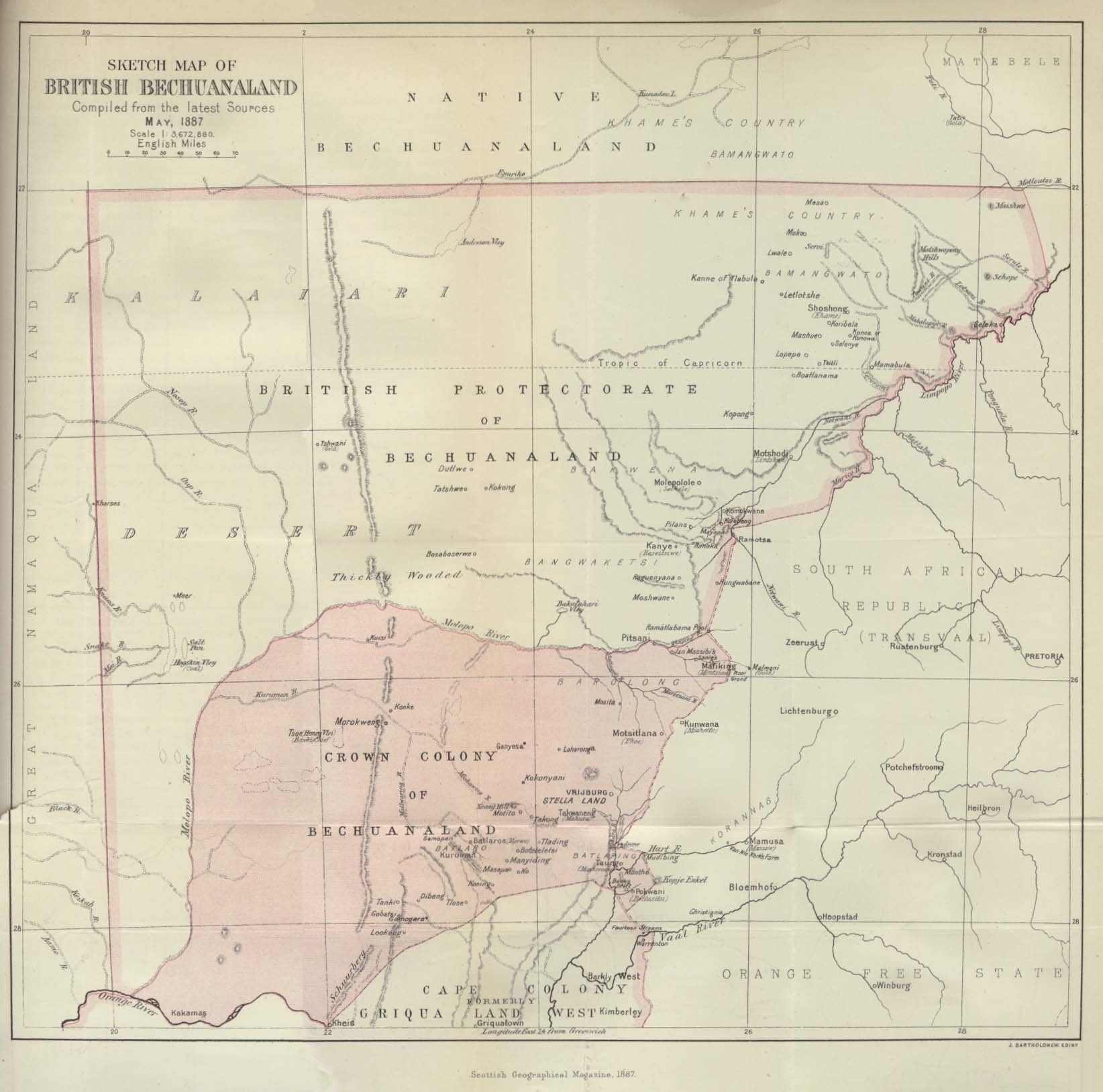
1887年当時のベチュアナランドの地図
全体をBRITISH PROTECTORATE OF BECHUANALANDとよび、南端の桃色の部分をCROWN COLONY OF BECHUANALANDと分けている。桃色の部分は後に南アフリカ共和国の領土となった。それ以外の部分は現在のボツワナのうち、約1/2、南部のみを含んでいた。保護領の北限は南緯22度となっており、ドイツ領との境界となっていた東経20度線もはっきり表示されている。南緯22度よりも北は、NATIVE BECHUANALANDとある。KHAME'S COUNTRY、つまりカーマ3世の土地であるという表記も見える。

## ベチュアナランドの成立
急速に勢力を伸ばし始めたドイツに対抗するため、1885年、イギリスは一旦拒絶したカーマ3世の保護要求を受け入れている。同時に他の7首長に対しても保護を通知した。イギリスはツワナ人の領域、すなわち西のモロポ川の北岸から始まり、東のリンポポ川の北岸を南限として、これより北をベチュアナランド（Bechuanaland、現在のボツワナ）と呼び、保護領とした。イギリスは土地の所有権は主張せず、アフリカーナーの土地に対する要求も認めなかったため、ツワナ人の土地が守られたことになる。
イギリスの興味は税金のみにあった。ボツワナから収益を上げることは考えておらず、保護領を維持するだけの税金で満足していた。イギリスにとってはボツワナは単にケープ植民地を守る天然の防壁に過ぎなかったためである。ツワナのコシにとっては自らの年貢の権利が犯されるため話が違う。しかし、ボーア人の侵入を抑えるためには仕方がなかった。カーマ3世は年貢よりもングワトに対する干渉と南アフリカへの併合を恐れていた。

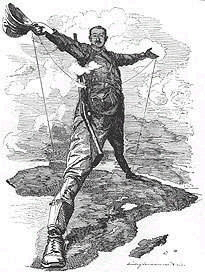
アフリカを股にかけるセシル・ローズ（当時の時事風刺漫画より）

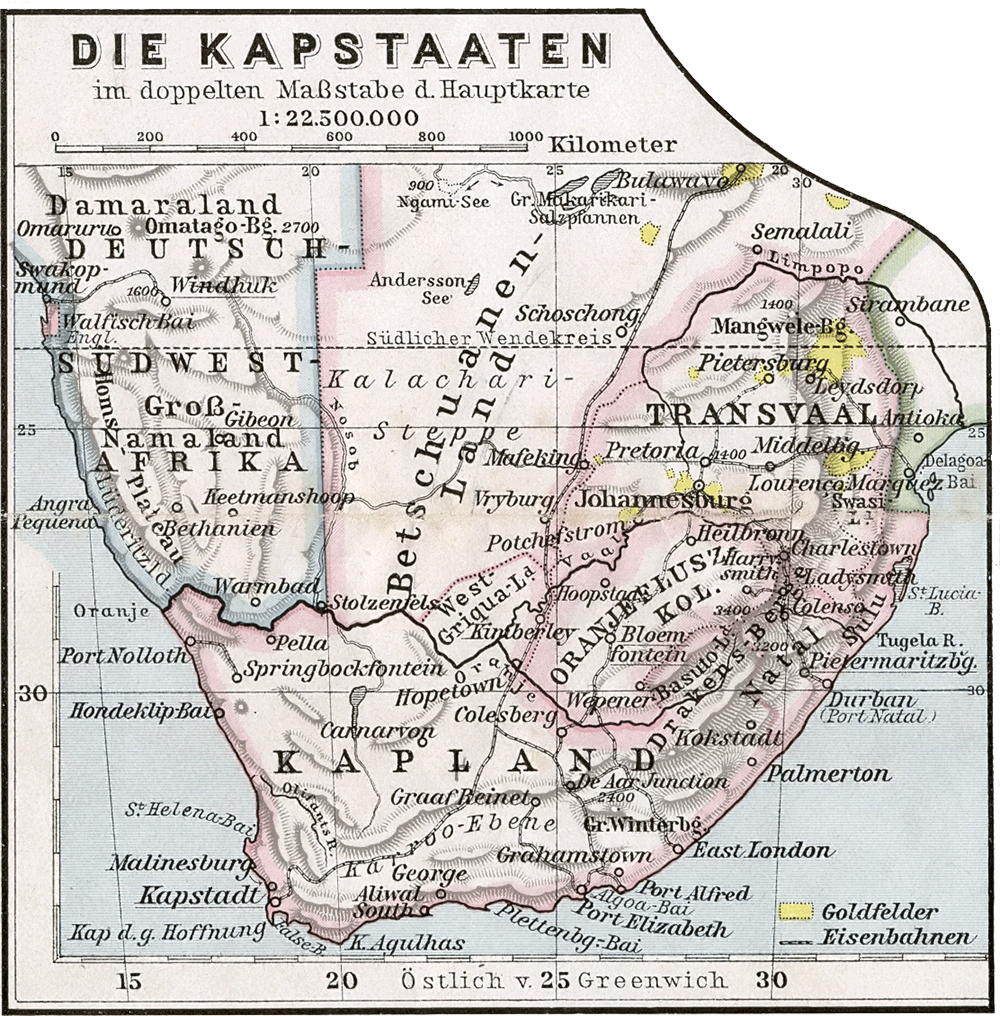
1905年のアフリカ南部 金鉱の位置が黄色で示されている。

## セシル・ローズの野望
次にツワナ人の前に現れた敵はケープ植民地の政治家セシル・ローズである。ローズはイギリスに生まれ、ケープ植民地に渡って財産を築き、国王から地域の統治責任を賜った特許会社であるイギリス南アフリカ会社 (BSAC) を設立した。ローズは地中海に面するエジプトのカイロからアフリカの南端ケープタウンに至る鉄道を建設し、アフリカ大陸を縦の線で支配することを考えていた。ローズは帝国主義的な領土拡張、フランスに対する対抗を第一の使命としていた。まずはケープ植民地と1889年にローズが権利を獲得したばかりの南ローデシア（現在のジンバブエ）を接続しなければならない。
こうなると真っ先に標的になるのがケープ植民地と南ローデシアの間に横たわるベチュアナランドである。ローズとしても安価な鉱山労働者の供給源であるボツワナとの直接的な紛争は避けたかった。そこで、イギリス本国に対し、ベチュアナランドをローズの支配下に置くことを提案した。ローズがベチュアナランドを支配すれば、アフリカ南部におけるイギリスの権益が確実になるというのが理由である。
1894年、イギリスがローズの提案を受け入れる計画が明らかになると、翌年、カーマ3世、クウェナの首長セベレ、ングワケツェの首長バトエンの三人が直接イギリス本国に抗議のため渡航する。政府はもちろん、国教会や当時ようやく運動となっていたアフリカ人の土地所有を認めることを主張する団体を訪れ、影響を与えることに成功。ローズにベチュアナランドの権利は与えられなかった。しかし、東部ベチュアナランドのごく細長い土地がローズのイギリス南アフリカ会社に譲渡されたため、鉄道自体の建設は進められた。 
同年、ドラケンスバーグ山脈の高峰コンパス山の北100kmに位置するド・アールからダイヤモンド採掘の中心地キンバリー、プレトリアの東200kmに広がるマフェキンを経由し現在ではジンバブエ第2の都市に成長したブラワヨに至る鉄道が完成、1897年には東海岸のベイラ港へ向かう鉄道と接続した。

## ベチュアナランドの併合
イギリスは一時的に後退したものの、ベチュアナランドを放置するつもりもなかった。時期を見てケープ植民地に併合する計画であった。しかし1910年にアフリカーナーが南アフリカ連邦を形成、同年ベチュアナランドを一方的に併合してしまう。カーマ3世と他の首長は再度イギリスに保護を要請した。当時既に南アフリカ連邦内でアフリカ人の諸権利を制限、剥奪する法律が続々と制定されていることに気づいていたからである。結局イギリスはアフリカーナー側から何度交渉を持ちかけられても南アフリカ連邦によるベチュアナランドの併合を認めなかった。 
しかし、ここに至ってもイギリスはベチュアナランドにおける植民地経営には関心がなかった。ローズが建設した1本の鉄道を使うだけで、ベチュアナランド内部を相互接続する鉄道、道路の整備には関心がなかった。ローズが引いた鉄道の営業キロ数の推移を見ると、当初634kmだった鉄道は1921年に管轄がローデシアからベチュアナランドに移管された時点で全く延びていない。1966年に独立した当時も同じ営業キロ数である。イギリスは産業の育成、教育や医療の普及には全く取り組まず、植民地政府すら置いていない。1891年から1963年までイギリス高等弁務官は南アフリカのマフェキンに留まったままだった。イギリスは都市も建設していない。現在のボツワナの首都ハボローネは1880年代にソト人トゥロクワ族の村として始まった。たまたまローズの鉄道が4km西を通過し、駅が置かれたため、1962年には人口が4000人まで増えてはいた。しかし、鉄道駅以外の社会的インフラは備わっていない。水が豊かであったこと、他に目ぼしい都市がなかったことから1963年に将来の首都として選ばれている。結局のところ、イギリスの保護領ベチュアナランドに対する視点は安価な労働力の供給源というものに過ぎなかったのだ。
1910年当時人口10万人を上回っていたアフリカ南部の都市は、南アフリカのケープタウンとヨハネスブルグだけであった。ヨハネスブルグは現在に至るまで鉱山都市である。鉱業を成立させるためには多大な資本投資が必要であり、多量の労働者を用いるため、人件費も嵩む。イギリスは蒸気機関、電力設備などの導入を控え、税金の支払いのためだけにベチュアナランドから働きに出てきたツワナ人労働者を酷使した。ベチュアナランド内に産業はなく、ヨハネバーグまでは国境から200kmしか離れていない。労働者を運ぶ鉄道もある。ツワナ人に支払う人件費は大半が税金として還流するため、結局、資本を少量投下するだけで貴重な鉱石を入手できることになる。力で押すだけ、ツワナ人を使い潰すだけのアフリカーナーと比較すると、一旦現金を支払うことでツワナ人の不満を逸らしており、巧妙で長続きする支配体制と言えよう。

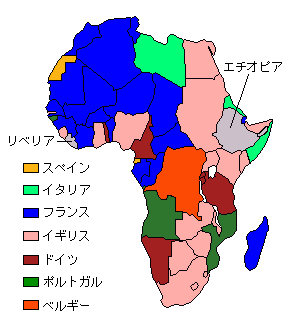
アフリカの植民地化の結果（第一次世界大戦の直前）

## 第一次世界大戦
アフリカ南部は第一次世界大戦の戦場とはならなかった。ベチュアナランドの兵士はイギリス人とともにドイツ人と戦いはしたが、ベチュアナランド側では戦闘が起こっていない。しかし、ドイツなどの同盟国側に資源が渡らないようにするため、イギリスによる独占的な貿易体制が強化された。ようやく出現し始めていたアフリカ商人は権利を取り上げられ、植民地内のアフリカ資本の萌芽は潰された。
ボツワナにとっては西に接するドイツの植民地の動向が暗示的であった。第一次大戦が終了した1915年、成立したばかりのイギリス自治領南アフリカ連邦軍がナミビアに侵攻し、占領、1920年には占領行為が追認されて南アフリカ連邦の委任統治地域となった。ツワナ人はもはやヨーロッパ人同士の争いを利用することができなくなった。逆にアフリカーナーか彼らと協調する白人国家に包囲されてしまう。
イギリスの政策は国際世論の影響を受けやすいため、第一次世界大戦後は支配するだけではなく、少なくとも現地のアフリカ人の意見を集約する常設機関を置くことになった。1919年には現地人審議会が設置され、イギリス高等弁務官に対し、ツワナ人の問題を勧告することになった。当初はベチュアナランド南東部の首長と貴族だけが参加していたが、1931年にはタワナが、1940年には最大のングワトも代表を送った。このときングワトから派遣されたのがツェケディ・カーマである。彼は独立後のボツワナ初代大統領セレッツェ・カーマの叔父である。現地人審議会の最大の主張は南アフリカ連邦との併合を阻止することであった。南アフリカ共和国は1934年にイギリス連邦内で独立しており、既にイギリスの直接のコントロールが及ばない状態になっていたためである。南アフリカ共和国は鉱業から工業へ産業の中心を計画的に移行させてゆく。

## 第二次世界大戦
第二次世界大戦が始まると、ベチュアナランドの成人男性の5割がイギリスに従い兵役に付いた。最年少は15歳、上限は44歳である。歩兵は北アフリカや中東に派遣され、イタリア戦線にも参加した。砲兵も編成され、枢軸国の航空機を高射砲で撃墜したものもいたという。ツワナの首長も一族を代表して外国で戦った。
ツワナ人の意識は第二次世界大戦後、最初に独立を果たしたサハラ以南の国家、エンクルマの率いるゴールド・コースト（ガーナ）と同様の変化を受けた。一族の地位と年貢を維持することに汲々としていた首長と貴族、税金の支払いだけのために働いていた平民のツワナ人のいずれもが、海外での経験を忘れなかった。このままではいずれアフリカーナーの支配下に入ることは明白であり、自らの領域を自らが治めるしか、生きる道がない。貴族と平民は協調し、自治を勝ち取ることを第一の目標とした。
第二次世界大戦は、ヨーロッパ諸国とアメリカ合衆国の力関係を完全に逆転させた。1945年時点で、全世界の生産力の5割、輸出の3割を占めたほか、金（きん）の7割、海外投資の8割弱をアメリカ合衆国1国が保有していた。一方、ヨーロッパ諸国はたとえ連合国の一員であったとしても生産設備に甚大な被害を受けており、購買力はなく、アメリカに対する多大な債務を抱えていた。ヨーロッパが立ち直るために何が役立つだろうか。アフリカである。地中海沿岸を除けば、ドイツの攻撃をほとんど受けておらず、生産設備、労働力とも温存されていたからである。交易の際に貴重なドルが必要ないことも大きい。
イギリスは最大の植民地であるインドに頼れなくなっていた。第一次世界大戦参戦時に約束していた独立の約束を反故にした結果、民族運動が高揚していたためである。インドは第二次世界大戦終結後、2年で独立してしまった。こうなると、イギリスにとって南部アフリカの鉱物資源がどうしても必要になる。アフリカに対する搾取が再開された。
しかし、イギリスは第二次世界大戦開戦初期にアメリカ合衆国と結んだ大西洋憲章の解釈の違いも覚えていた。第3条にある「政府形態を選択する人民の権利」をアメリカ合衆国側は全世界に適用されるべきもの、イギリス側はヨーロッパに限定されるものと主張していた。イギリスとしてもアフリカの植民地に頼り続けることは不可能だと想定しており、まず、イギリスに協力的な権力層を人為的に形成し、間接的に独立国を支配する「新植民地主義」に移行することを考えていた。当時の想定だと20世紀中は旧型の植民地経営が可能だと考えられていた。一方、アメリカ合衆国とソビエト連邦は早急な植民地解消を主張しており、結局は、イギリス側の「準備」が整わないまま独立した国も多かった。
南アフリカ共和国はツワナ人の変化、イギリスの政策転換のいずれとも無関係に人種差別政策を強化していく。独立当初は比較的穏健な連合党が権力の座にあったが、1948年の第二次世界大戦後初の総選挙でアフリカーナーが押す国民党が半数を超える第1党となったからだ。結局国民党は1994年にネルソン・マンデラが大統領として選ばれる直前まで常に第1党に留まり続けた。国民党は選挙に勝利すると、即座にアパルトヘイト体制を確立し、翌1949年には将来の独立を約束していたはずのナミビアを一方的に領土に編入している。

## ツワナ人政党の結成
ボツワナ独立の最大の功労者は1921年生まれのセレッツェ・カーマである。カーマ3世の孫であり、生まれながらにングワトの首長の後継者であった。見聞を広めるため、まず南アフリカ共和国で、次にイギリス本国で教育を受けた。1948年、カーマはイギリス人女性と結婚する。1949年にベチュアナランドに帰国すると王位を継承する手はずになっていたが、異人種間の結婚を認めない周囲のアパルトヘイト国家が介入を仄めかし始めた。貴族集団や叔父にも反対されてしまう。イギリス政府はセレッツェ・カーマと叔父のツェケディ・カーマの対立から王位継承者のセレッツェ・カーマをイギリス本国に呼びだし、王位を諦めない限り帰国を許さなかった。イギリスはアパルトヘイト国家群への影響力が低下することだけを心配していた。セレッツェ・カーマが帰国できないことが分かると、ングワトの植民地政府に対する態度が硬化し始めた。1956年に至りセレッツェ・カーマ自ら王位の継承よりも自治確立を優先し、王位を諦め、帰国した。
同年、ングワト議会の副議長に就任、1962年にはベチュアナランド民主党、後のボツワナ民主党を結成した。ただし、セレッツェ・カーマの帰国以前にツワナ人の政党活動は始まっている。ヨハネスブルグの聖職者であったフィリップ・G・マタンテとマラウイの教師K・T・モツェテは1960年にベチュアナランド人民党、後のボツワナ人民党を結成していた。ベチュワナランド人民党は急進的であり、白人入植者の追放、首長を中心とする伝統的政治体制の打破、憲法制定を主張していた。
カーマのボツワナ民主党は当初ングワトの政党であったが、穏健な政策が共感を呼び、全国的な支持を集めた。カーマはヨーロッパに対する反感を頻繁ではなかったが表明することがあった。南アフリカ共和国への併合を恐れた人々はカーマの姿勢を評価した。ベチュアナランドの白人入植者は消極的ではあったがボツワナ民主党を支持した。肝心のイギリスもカーマならコントロールできると考えた。1963年、イギリスはベチュアナランド独立の予定を公開、1964年にはベチュアナランドの選挙人を登録した。1965年、ベチュアナランド最初の議会選挙が実施された。カーマの評判はよく、彼のボツワナ民主党は8割の票を集め、議会の定員31議席中28議席をしめた。カーマはベチュアナランド最初で最後の首相となり、独立に向け準備を整えていった。

## 独立と周辺諸国

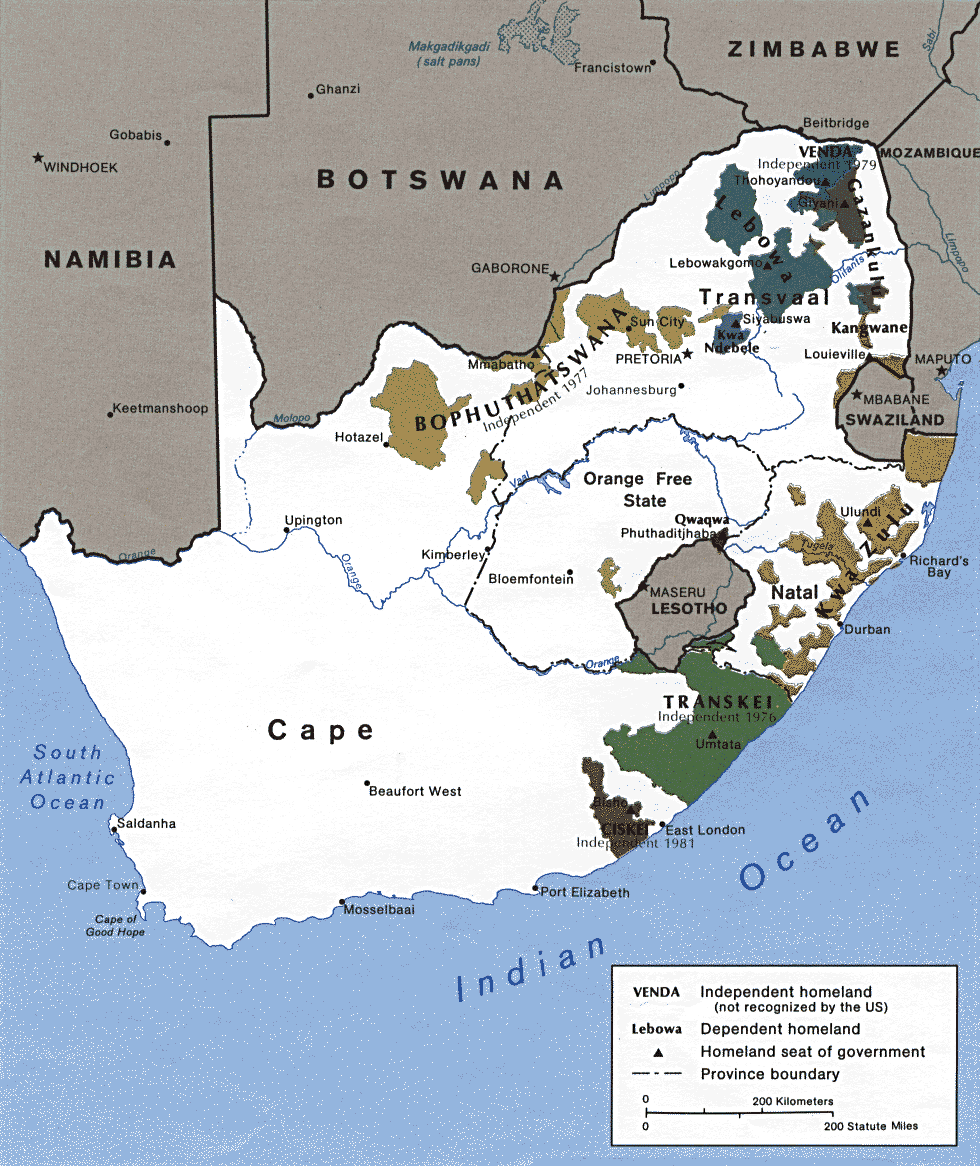
バンツースタンのうち最も面積が広かった（3万7500平方km）のはツワナ人から構成されていたボブタツワナであった。1975年時点の人口204万5000人はボツワナ本国の2倍以上に達していた。

1966年9月30日、ボツワナ共和国は独立を果たした。初代大統領セレツェ・カーマは独立に先立ちエリザベス女王から直接ナイトの称号を賜っている。だが、ボツワナの独立はアフリカ53カ国のうち、39番目という遅いものであった。理由は南アフリカ共和国である。
独立後も西と北で接するナミビアは南アフリカ共和国の領土、実質的な植民地として残り、白人絶対優位の政策が継続していた。南は第二次世界大戦後1990年代に至るまでアパルトヘイト政策を据え続けた南アフリカ共和国本国である。東の南ローデシアは国名からも分かるようにセシル・ローズそのままの国家運営を続けており、イギリスの意向を完全に無視していた。つまり四方を切れ目なく差別的な白人国家に囲まれていたことになる。ジンバブエの独立は1980年、ナミビアは1990年であり、第二次世界大戦後40年以上も植民地主義的な圧力を受けていたことになる。
カーマの政策は選択肢が少なかった。アパルトヘイト諸国と直接対立すれば交通路はもちろん、貿易、通信は全て遮断されてしまう。もちろん、工業製品の輸入、ウシの輸出もアパルトヘイト諸国に頼るしかない。カーマは上手く立ち回った。アパルトヘイトには反対し、実際にアパルトヘイト諸国の独立運動を支援しながらも決定的な経済封鎖に至らぬよう細心の注意を払った。イギリスにコントロールされることなく、あくまでも関係を重視し、アフリカの他地域の独立国家との通商を進めた。さらに自ら王位継承者であったにもかかわらず、法制度の改革を通じて、首長や貴族の力を削ぐ政策を打ち出した。
カーマにとって、ツワナ人にとって幸運だったのが、ジュワネングにおいて世界最大規模のダイヤモンド鉱山を発見したこと、さらに独立後の1967年に発見したことだった。独立時点ではボツワナは世界で最も貧しい10カ国に含まれており、100万頭の放牧ウシと30万人の単純労働者以外には何もなかった。イギリスの政策により国内のインフラストラクチャはなきに等しかった。しかし、もし独立以前にダイヤモンドが発見されていればセシル・ローズの時代はもちろん、第二次世界大戦後であってもボツワナは独立どころか周辺のアパルトヘイト諸国に併合されてしまっていただろう。実際に、重要な鉱物資源を産出する南部アフリカの国はすべて南アフリカ共和国の資本の傘下に組み込まれてしまっている。

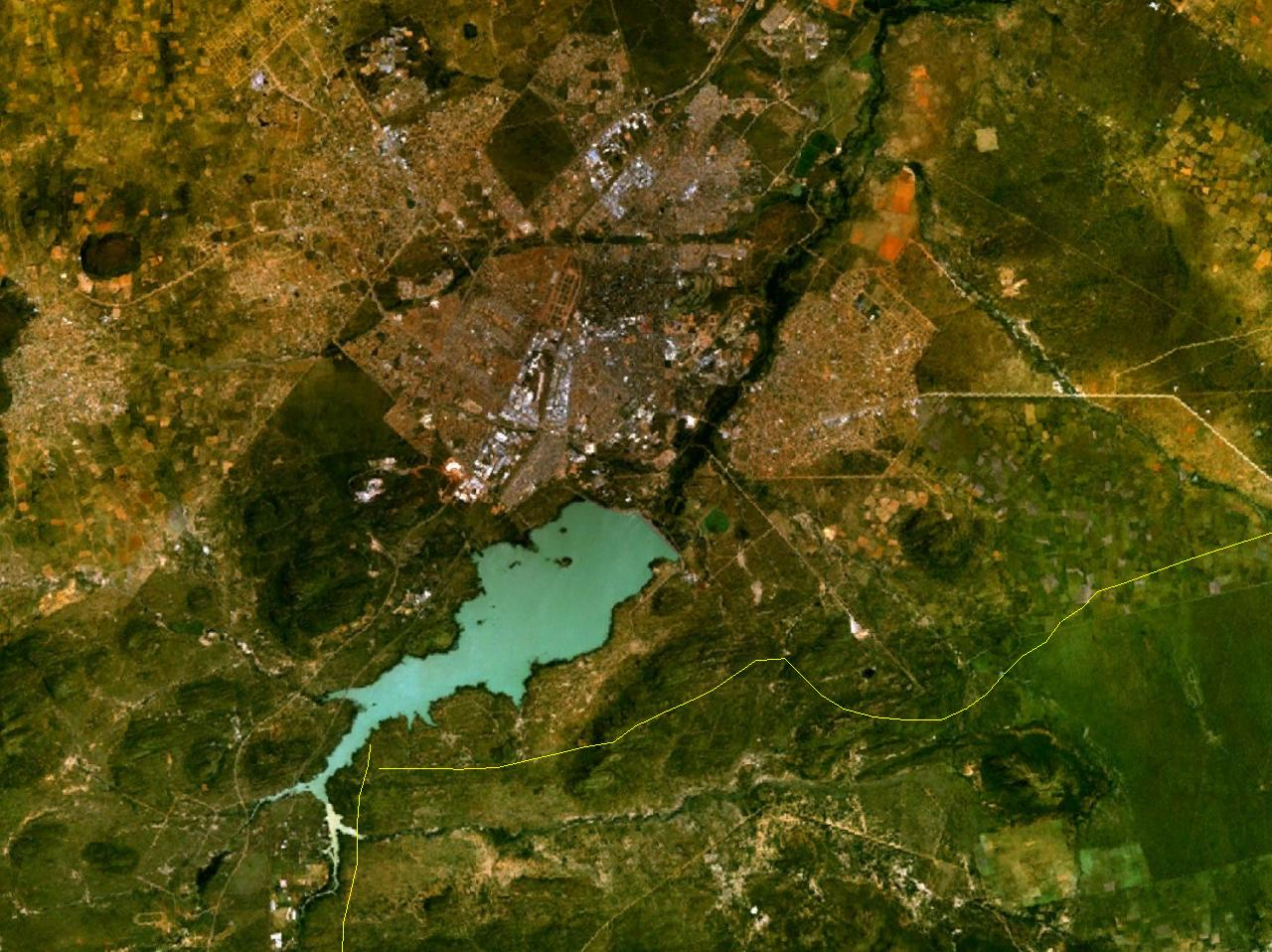
ボツワナの首都ハボローネの衛星写真

新生ボツワナにとって、最初の困難は南アフリカ共和国との緊張関係である。1970年に至るとボツワナは南アフリカ共和国からの亡命者を受け入れるようになった。アパルトヘイト打倒を目指すネルソン・マンデラのアフリカ民族会議と直接協力しないように気をつけていたが、南アフリカ政府は疑惑を理由に陸軍を派遣、国境地帯の戦闘では一方的な殺戮を受ける。越境攻撃は数次に及んだが、ボツワナは反撃しなかった。
次の困難は1972年から1979年にかけて勃発した隣国ローデシアの内戦である。ボツワナに難民キャンプができ、ジンバブエ=アフリカ人民同盟とジンバブエ=アフリカ民族同盟の兵士も入り込んだ。このため、国境地帯は何度もローデシア軍の爆撃機による攻撃を受けている。1980年にジンバブエが独立するまで緊張が続いた。
南アフリカ共和国のホームランド政策には対抗しようがなかった。都市を黒人の波から守り、表面的な自治を与えることで国際社会の批判をかわそうとしたホームランド政策はツワナ人にも大きな影響を与えている。振り返ればベチュアナランドが保護領となったとき、ツワナ人の領域の南端は南アフリカ共和国に分割されていた。ツワナ人の一部、いや人口にして本国の2倍の人々が独立国となった南アフリカ国内のホームランド「ボプタツワナ」に閉じ込められていたからだ。不毛の地に押し込められ抑圧された同胞を救うためにホームランド解放を謳う野党ボツワナ人民党の主張に反論するのは困難だったろう。

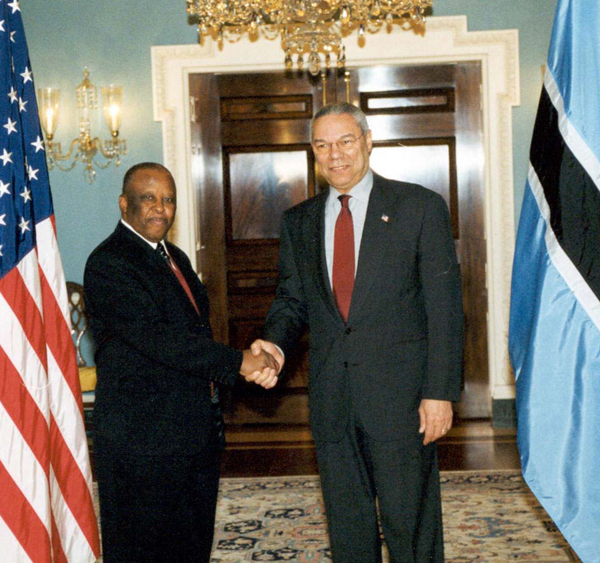
ボツワナ第3代大統領フェスタス・モハエとコリン・パウエル。

しかし、社会制度の変革、経済運営、外交に関するカーマの政策は評価され続けた。1969年、1974年、1979年の総選挙ではいずれもカーマのボツワナ民主党が議会の過半数を占めた。1980年、カーマはガンにより倒れた。カーマが偉大な政治家であったかどうかは評価が分かれるだろう。しかし厳しい状況のなかで上手く立ち回ったことは確かだ。ダイヤモンド貿易で得た利益を貴族集団には配分せず、武器や兵力にも回さなかった。他のアフリカ諸国が陥った急速な工業化政策にも踏み込まなかった。その代わり、ダイヤモンド採掘、牧畜業以外の産業育成と教育、特に初等教育の充実に全て使った。カーマの政策は功を奏し、2000年時点のボツワナの産業人口率は第三次産業が58.6%を占めるまでになっている。識字率も80%に達した。国民一人あたりの総所得は2003年時点で3530ドルである。これは、アフリカ最大の工業国、南アフリカ共和国の2750ドルをも上回っている。